# Meitetsu Group
Die Meitetsu Group (jap. 名鉄グループ, Meitetsu Gurūpu) ist ein japanischer Konzern mit Sitz in Nagoya. Er ist um die Bahngesellschaft Meitetsu herum strukturiert. Die dazu gehörenden Unternehmen sind in den Sparten Verkehr, Immobilien, Einzelhandel, Freizeit und Kultur tätig, wobei die meisten darauf ausgerichtet sind, die Wertschöpfung des Meitetsu-Bahnnetzes in den Präfekturen Aichi und Gifu zu erhöhen.
Im Geschäftsjahr 2017/18 umfasste die Meitetsu Group 119 Unternehmen, die zusammen 29.904 Mitarbeiter beschäftigten und einen Umsatz von 604,804 Milliarden Yen (ca. 4,697 Milliarden Euro) erwirtschafteten.

## Die wichtigsten Unternehmen

### Bahngesellschaften
- Meitetsu: Bahnverkehr in den Präfekturen Aichi und Gifu
- Toyohashi Tetsudō: Bahnverkehr auf der Atsumi-Halbinsel sowie Straßenbahn Toyohashi
- Hokuriku Tetsudō: Bahn- und Busverkehr in der Region Hokuriku

### Busbetriebe
- Meitetsu Bus: Busverkehr in der Region Nagoya sowie Fernbusse
- Meitetsu Kanko Bus: touristischer Busverkehr
- Meitetsu Tōbukōtsū: Busverkehr im Osten der Präfektur Aichi
- Gifu Bus: Busverkehr in der Region Gifu
- Tōnō Tetsudō: Busverkehr im Südosten der Präfektur Gifu
- Chitanoriai: Busverkehr auf der Chita-Halbinsel
- Toyotetsu Bus: Busverkehr in der Region Toyokawa
- Kitaena Kōtsū: Busverkehr in der Region Nakatsugawa
- Nohi Noriai Jidosha: touristischer Busverkehr
- Miyagi Kōtsū: Busverkehr in der Präfektur Miyagi
- Komatsu Bus: Busverkehr in der Präfektur Ishikawa

### Logistik
- Meitetsu Unyu: Transportunternehmen mit Sitz in Nagoya
- Shinsyu Meitetsu Transport: Transportunternehmen mit Sitz in Matsumoto
- Hokuriku Meitetsu Unyu: Transportunternehmen mit Sitz in Kanazawa
- Shikoku Meitetsu Transport: Transportunternehmen mit Sitz in Matsuyama

### Schifffahrt
- Meitetsu Kaijo Kankosen: Personen- und Autofähren
- Taiheiyō Ferry: Kreuzfahrten

### Immobilien
- Meitetsu Kyōshō: Immobilienhandel, Betrieb von Parkplätzen
- Meitetsu Real Estate Development: Immobilienhandel und -bewirtschaftung

### Hotellerie
- Meitetsu Grand Hotel
- Meitetsu Inn
- Gifu Grand Hotel
- Meitetsu Inuyama Hotel
- Kanazawa Sky Hotel

### Touristische Einrichtungen
- Japan Monkey Park
- Minami-Chita Beach Land
- Meiji Mura (Freilichtmuseum)
- Little World Museum of Man
- Sugimoto-Kunstmuseum
- Komagatake-Seilbahn
- Shinhotaka-Seilbahn

### Reisebüros
- Meitetsu World Travel

### Werbung
- Dentsu Meitetsu Communications

### Handel
- Meitetsu Hyakkaten: Kaufhäuser in der Region Chūbu
- Meitetsu Kanazawa Koshi Hyakkaten: Kaufhaus in Kanazawa
- Meitetsu Sangyō: Bahnhofläden, Betrieb von Themenparks, Reinigung
- Meitetsu AUTO: Fahrzeugvermietung

### Sonstiges
- Meielec: Software-Entwicklung
- Meitetsucom: Systemintegration
- Yahagi Construction: Generalunternehmer
- Nagoya Air Catering: Bordverpflegung

## Ehemals im Besitz der Meitetsu Group (Auswahl)
- Abashiri Bus: Busverkehr in Abashiri
- Chūnichi Dragons: Baseball-Profiteam
- Fukui Tetsudō: Bus- und Bahnverkehr in der Präfektur Fukui
- Green City Cable TV: Kabelfernsehen
- Ise-wan Ferry: Fähre in der Ise-Bucht
- Nakanihon Air Service: Regionalfluggesellschaft
- Nemuro Kōtsū: Busverkehr in Nemuro
- Ōigawa Tetsudō: Bahnverkehr in der Präfektur Shizuoka
- Ontake Kōtsū: Busverkehr in der Präfektur Nagano
- Palais Corporation: Supermärkte